# Ilario Spolverini
Ilario Giacinto Mercanti detto lo Spolverini (Parma, 13 gennaio 1657 – Parma, 4 agosto 1734) è stato un pittore italiano.

## Biografia
Fu il migliore allievo di Francesco Monti e «non altrimenti che il suo maestro, si acquistò nome dipingendo battaglie né so se per esagerazione o per verità solea dirsi che i soldati del Monti minacciavano e quei dello Spolverini uccidevano».
Si deve ipotizzare la possibilità che durante i suoi studi, Spolverini compì due viaggi, uno a Firenze, per studiare le opere di Jacques Courtois detto il Borgognone, e uno a Venezia, dove è possibile abbia iniziato a dipingere quadri di battaglie, rappresentanti ogni tipo di scaramucce e azioni militari, con un gran numero di figure e costruzioni sullo sfondo. Durante questo presunto viaggio, Spolverini potrebbe aver visto la pittura di Francesco Maffei e Sebastiano Mazzoni. Fra le opere più importanti, celebri sono quelle presenti nella sala Cappello a Venezia. 
Il 31 agosto del 1692, Spolverini ricevette una patente di familiarità dal duca Ranuccio II.
Nel 1714, per il Ragguaglio in occasione delle reali nozze della principessa Elisabetta Farnese di Parma, steso da Giuseppe Maggiali, fece i disegni del frontespizio figurato e di cinque grandissime tavole atlantiche, il cui intaglio fu eseguito da diversi artisti mediocri. In questa stessa occasione eseguì diciannove dipinti che narrano gli sponsali per procura, dai preparativi fino all'inizio del viaggio di Elisabetta Farnese verso la Spagna.  
A Busseto, in casa Pallavicini, era possibile vedere molti quadri di battaglie, egregiamente dipinti da questo autore. Nell'atrio della Galleria Nazionale di Parma sono collocate due opere dallo stesso titolo, Battaglia, che «rivelano la tarda derivazione» da Salvator Rosa e da Jacques Courtois detto il Borgognone.
Tra i suoi allievi ricordiamo Francesco Simonini, parmigiano (1686, Venezia 1733), anch'egli specializzato nel dipingere battaglie; Pietro Antonio Balestra ( Piacenza 1711 - Busseto 1789).
Morì nel 1734 e venne sepolto in San Giovanni Evangelista, a Parma.

## Opere
- Esplosione di una mina, disegno a penna ovale cm 26,5 x 25,5, Museo del Louvre
- Battaglia (1144 e 1145), Olio su tela, cm 81 x 116, Galleria Nazionale di Parma, Atrio